# الفن الباروكي الإيطالي

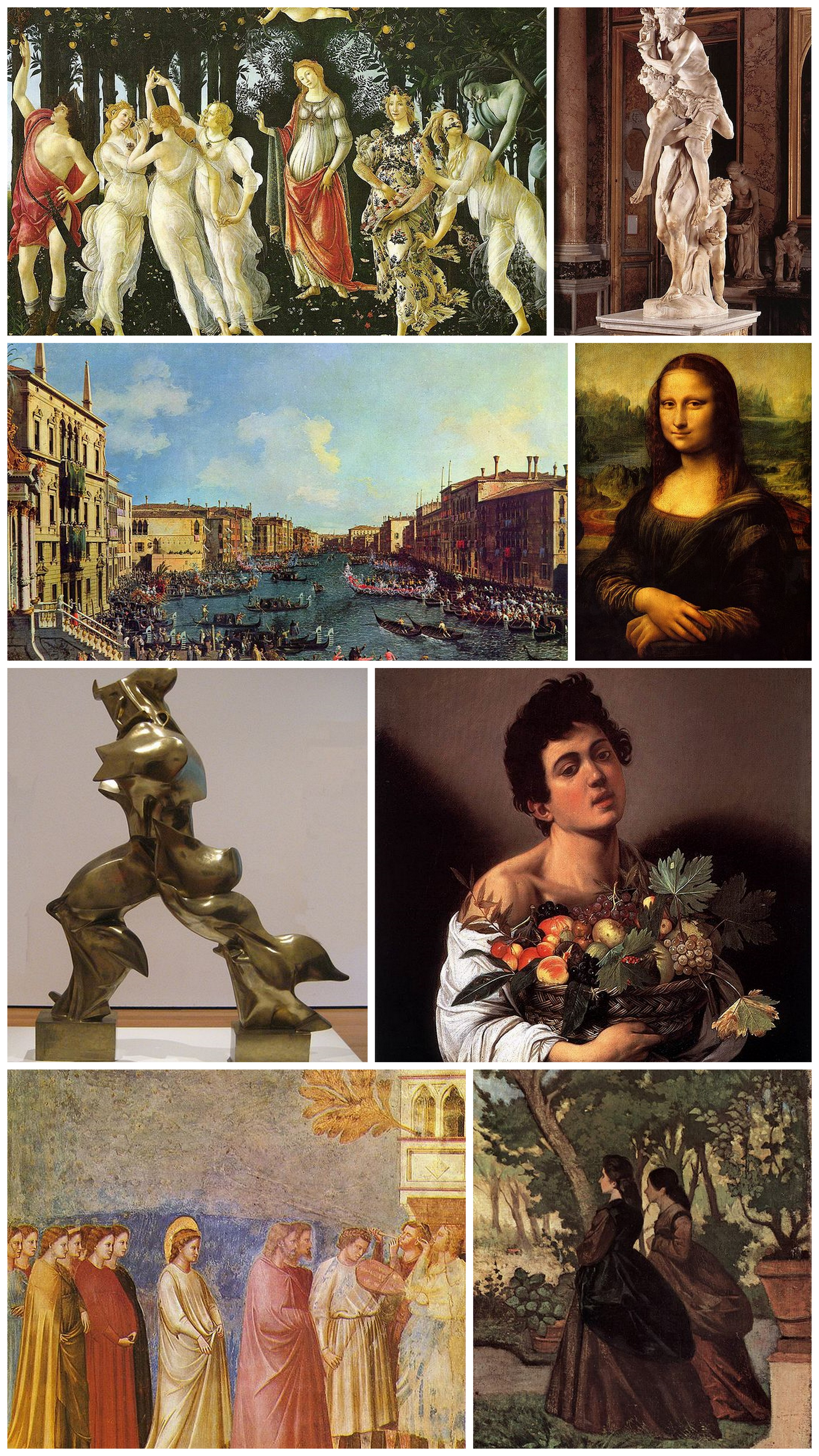

الفن الباروكي الإيطالي هو مصطلح يستخدم هنا للإشارة إلى الرسم والنحت الإيطاليين بالطريقة الباروكية المنفذة على مدى فترة امتدت من أواخر القرن السادس عشر إلى منتصف القرن الثامن عشر.

## خلفية تاريخية
تناول مجمع ترنت (1545-1563)، الذي أجابت فيه الكنيسة الرومانية الكاثوليكية على العديد من أسئلة الإصلاح الداخلي التي طرحها كل من البروتستانت والذين بقوا داخل الكنيسة الكاثوليكية، في أثناء الإصلاح المضاد الفنون التمثيلية بفقرة مختصرة وعرضية إلى حد ما في مراسيمه. فسر مؤلفين كتّابيين ذلك وشرحوه لاحقًا مثل مولانوس، عالم اللاهوت الفلمنكي، الذي طالب بأن تصور لوحات ومنحوتات الكنيسة موضوعاتها بوضوح وقوة ولياقة، دون الأجواء الأسلوبية للمانييريزمو (النهجية).

## ظهور الرسم الباروكي الإيطالي
كان ميكيلانجلو ميريزي دا كارافاجيو وأنيبيل كاراتشي من الشخصيات البارزة المساهمة في ظهور الرسم الباروكي في إيطاليا.
يعتبر كارافاجيو (1571-1610)، الذي وُلد وتدرب في ميلانو، أحد أكثر المساهمين إبداعًا وتأثيرًا في الرسم الأوروبي في أواخر القرن السادس عشر وأوائل القرن السابع عشر. ومن المثير للجدل أنه لم يرسم الشخصيات، حتى تلك المرتبطة بموضوعات كلاسيكية أو دينية، في ملابس معاصرة، أو كرجال ونساء عاديين فحسب، ولكن تناقض إدراجه الجانب البائس للحياة (مثل الأقدام القذرة) بشكل ملحوظ مع الاتجاه السائد في ذلك الوقت الذي كان يهدف إلى إضفاء الطابع المثالي على الشخصية الدينية أو الكلاسيكية من خلال معاملتها باللياقة المناسبة لمكانتها. استخدم القتامية والتناقضات الصارخة بين الأشكال المضاءة جزئيًا والخلفيات المظلمة للتأثير الدرامي. وتشمل لوحاته الشهيرة «نداء القديس ماثيو»، و«القديس توماس»، و«تحول القديس بولس»، و«الدفن» و«تتويج المسيح». حاكى الكارافاجيستي، أتباع كارافاجيو، استخدامه للضوء والظل مثل أوراتسيو جنتيلسك (1563–1639) ، وأرتيميسا جنتلسكي (1592-1652/1653)، وماتيا بريتي، وكارلو ساراتشيني وبارتولوميو مانفريد.
جاء كاراتشي (1560-1609) من بولونيا وأسس مع إخوته أغوستينو كاراتشي (1557-1602) ولودوفيكو كاراتشي (1555–1619) مرسمًا أو أكاديمية مؤثرة لتدريب الرسامين. وكانت الزخارف الجدارية في قصر فافا إحدى مهامهم المشتركة المختلفة. تبع ذلك سلسلة متعاقبة من لوحات المذبح الهامة التي طور فيها أنيبيل تدريجيًا الدروس النقدية لفنانين مثل كوريدجو وتيتيان وفورنزه ودمجها ضمن مفهوم موحد للخداعية الطبيعية، والتي استندت، على وجه الخصوص، على تصميم فظ جاف يُعطي احتمالية بصرية تحقق من خلال معالجة الألوان النقية والمشبعة والتأثيرات الجوية للضوء والظل. وتُعد لوحتي «انتقال مريم العذراء» و«امرأة مقدسة عند قبر المسيح» من لوحاته الشهيرة. ذهب في تسعينيات القرن السادس عشر إلى روما لتزيين المعرض في قصر فارنيزي. أصبح هذا السقف بالغ التأثير على تطور الرسم خلال القرن السابع عشر. والتقط رسامو الباروك غزارته ولونه لاحقًا، بينما أثرت جوانب تصميمه الكلاسيكية على الرسامين الذين اتبعوا المرجعية الأكثر كلاسيكية. 
شمل الرسامون المؤثرون على تطور الرسم الباروكي الآخرون في أثناء هذه الفترة المبكرة، بيتر بول روبنس وجيوفاني لانفرانكو وغورتشينو، واتبع فنانون مثل جويدو ريني ودومنيكو زامبيري المعروف باسم دومنيكينو نهجًا أكثر كلاسيكية. 

## الرسم الباروكي الإيطالي العالي
كان بيترو دا كورتونا الرسام الرئيسي للباروكية الرومانية العالية، وهي فترة امتدت لعدة حُكم بابوية منذ 1623 حتى 1667. تتجلى طريقته الباروكية بوضوح في اللوحات التي أنجزها لعائلة ساكيتي في عشرينيات القرن السابع عشر واللوحة الجدارية للقنطرة في قصر باربيريني (انتهت عام 1639) في روما. خلال ثلاثينيات القرن السابع عشر، أجرى كورتونا نقاشًا في أكاديميا سان لوقا، أكاديمية الرسم في روما، مع أندريا ساكي، رسام ذو اتجاهات كلاسيكية، حول الاختلافات الملحوظة بين أسلوبي رسميهما. تعلق النقاش أساسًا بعدد الشخصيات في اللوحة وصِيغ بعبارات أدبية، إذ دافع كورتونا عن نهج «ملحمي» مع كثرة الشخصيات ودافع ساكي عن «التراجيديا» مع عدد أقل من الشخصيات لنقل الرسائل في لوحة.